# صورتواره فلکی

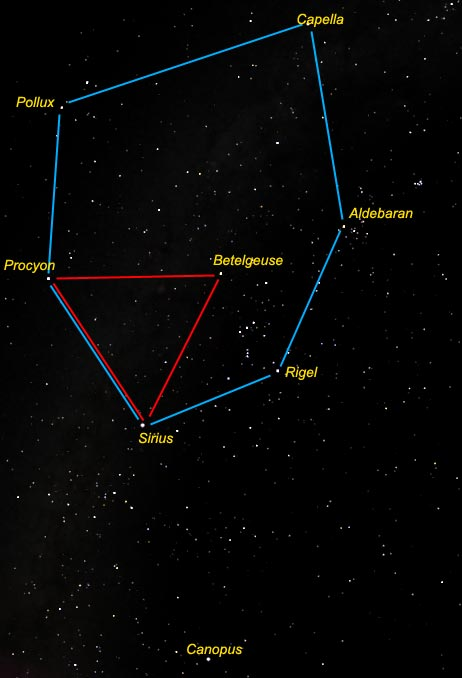

صورتواره فلکی، صورت نما، اخترگان یا آستِریسم (به انگلیسی: Asterism) در اخترشناسی به مجموعهٔ دو یا چند ستاره گفته می‌شود که از دید ناظر زمینی الگوی بارزی را تشکیل داده، ولی صورت فلکی تلقی نمی‌شوند. صورت‌واره می‌تواند بخشی از یک یا چند صورت فلکی باشد.
درگفت و شنود روزانه، تمایز آشکاری میان «صورت فلکی» در مفهوم الگوی ستاره‌ای و «صورت فلکی» در مفهوم یک منطقه از آسمان موجود نیست ولی در سیستم‌های مدرن ستاره‌شناسی صورت‌های فلکی مورد استفاده، مفهوم دوم را دارد. برای مثال صورت‌وارهٔ ستارگان دب اکبر شامل هفت ستارهٔ درخشان است و از نظر صورت‌های فلکی هم از سوی انجمن بین‌المللی اخترشناسی خرس بزرگ شناخته شده است.
همانند صورت‌های فلکی، صورت‌واره‌ها را هم ستارگانی پدیدمی‌آورند که؛ هرچند از دیدگاه زمینی همسایه و وابسته به یک دیگرند، به راستی در بیشتر موردها، هیچ گونه پیوندی با هم ندارند و هرکدام از آن‌ها فاصله ویژه و بسیار متفاوتی از زمین و از یکدیگر دارند.
شکل‌های ساده‌ای که از چند ستاره درست شده‌اند، شناسایی صورت‌واره‌ها را در پهنای آسمان آسان می‌کنند و بنا بر این صورت‌واره ها؛ به ویژه برای کسانی که می‌کوشند خود را با آسمان شب آشنا سازند، پدیده‌هایی بسیار سودمند و دل‌پذیر و دل‌خواه‌اند. به عنوان مثال صورتواره چوب لباسی از جمله مشهورترین صورتواره‌ها در نزد منجمین آماتور است.

## صورتواره‌ها

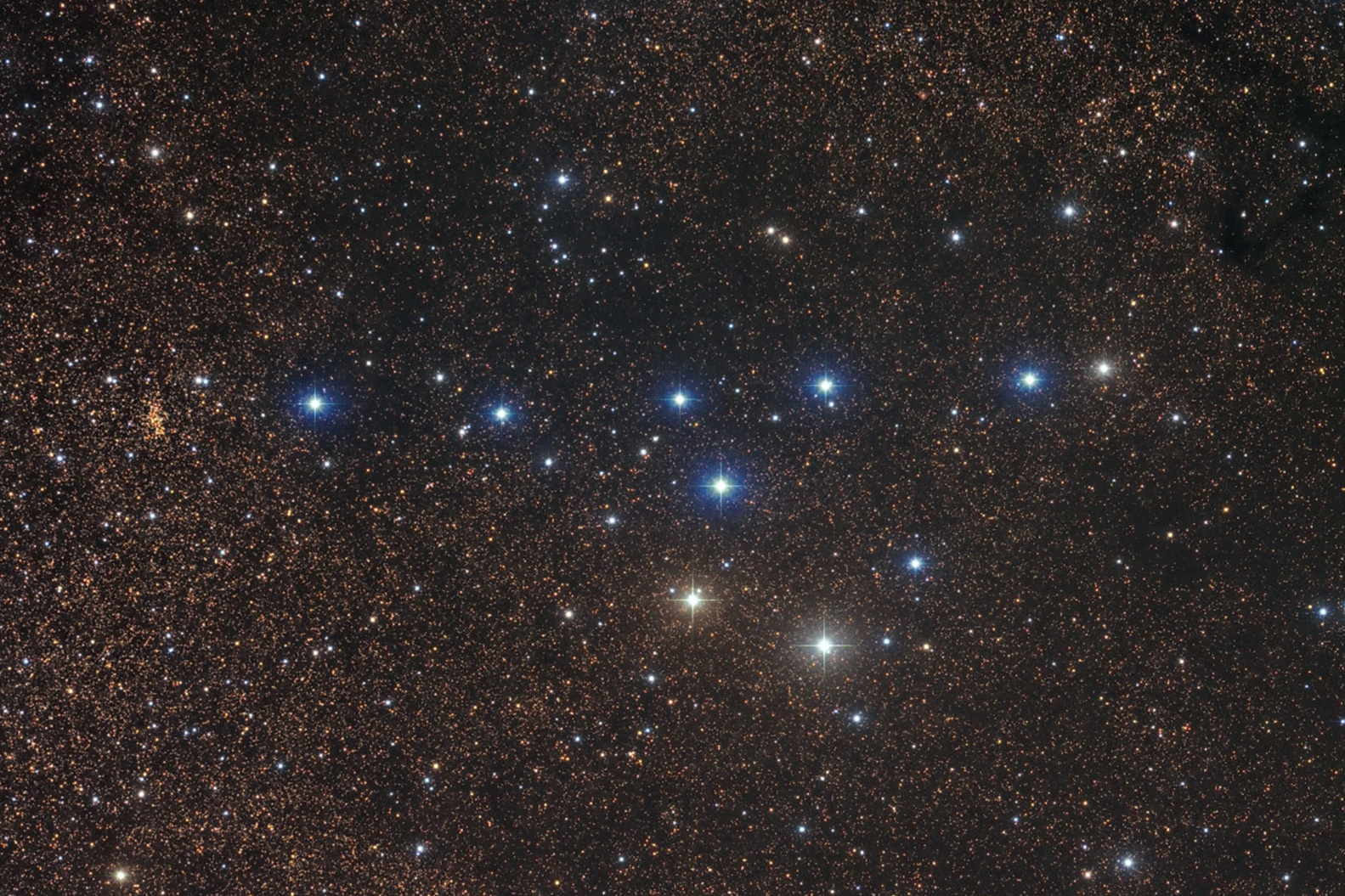
تصویری از ستارگان، با گروهی از ستاره‌های آبی و سفید به ظاهر درخشان. این خوشه ستاره ای با عنوان ستاره‌شناسی Coathanger یا چوب لباسی در صورت فلکی روباهک شناخته می‌شوند.

- چوب لباسی
- مثلث تابستانی
- مربع پاییزی
- شش‌ضلعی زمستانی
- مثلث زمستانی
- بنات النعش صغری و کبری
- مثلث بهاری